# Okręg wyborczy województwo legnickie do Senatu Rzeczypospolitej Polskiej
Okręg wyborczy województwo legnickie do Senatu Rzeczypospolitej Polskiej obejmował w latach 1989–2001 obszar województwa legnickiego. Wybierano w nim 2 senatorów, przy czym w latach 1989–1991 obowiązywała zasada większości bezwzględnej, zaś w latach 1991–2001 większości względnej.
Powstał w 1989 wraz z przywróceniem instytucji Senatu. Zniesiony został w 2001, na jego obszarze utworzono nowe okręgi nr 1 i 3.
Siedzibą okręgowej komisji wyborczej była Legnica.

## Reprezentanci okręgu
| Rok  | Senator komitet wyborczy                      | Senator komitet wyborczy                      | Senator komitet wyborczy                    | Senator komitet wyborczy                 |
| ---- | --------------------------------------------- | --------------------------------------------- | ------------------------------------------- | ---------------------------------------- |
| 1989 |                                               | Stanisław Obertaniec                          |                                             | Władysław Papużyński                     |
| 1991 |                                               | Paweł Juros Porozumienie Obywatelskie Centrum |                                             | Andrzej Kaźmierowski Unia Demokratyczna  |
| 1993 |                                               | Eugeniusz Patyk Sojusz Lewicy Demokratycznej  |                                             | Edward Kienig Polskie Stronnictwo Ludowe |
| 1997 | Janusz Bielawski Sojusz Lewicy Demokratycznej |                                               | Dorota Czudowska Akcja Wyborcza Solidarność |                                          |
| 2001 | okręg zniesiony, patrz okręgi nr 1 i 3        | okręg zniesiony, patrz okręgi nr 1 i 3        | okręg zniesiony, patrz okręgi nr 1 i 3      | okręg zniesiony, patrz okręgi nr 1 i 3   |

## Wyniki wyborów
Symbolem „●” oznaczono senatorów ubiegających się o reelekcję.

### Wybory parlamentarne 1989
| Kandydat                                                          | Głosów  | %     |
| ----------------------------------------------------------------- | ------- | ----- |
| Stanisław Obertaniec                                              | 131 147 | 68,91 |
| Władysław Papużyński                                              | 125 268 | 65,82 |
| Ryszard Chamer                                                    | 29 640  | 15,57 |
| Janusz Bielawski                                                  | 19 576  | 10,29 |
| Witold Parchimowicz                                               | 13 646  | 7,17  |
| Jerzy Zieliński                                                   | 11 309  | 5,94  |
| Lubomir Gliniecki                                                 | 6772    | 3,56  |
| Leszek Selera                                                     | 5205    | 2,74  |
| Andrzej Pawłowski                                                 | 4945    | 2,60  |
| Stanisław Tomczak                                                 | 3184    | 1,67  |
| Liczba głosów ważnych: 190 330 Źródło: Państwowa Komisja Wyborcza |         |       |

### Wybory parlamentarne 1991
| Kandydat                                              | Kandydat             | Komitet wyborczy                                                  | Głosów |
| ----------------------------------------------------- | -------------------- | ----------------------------------------------------------------- | ------ |
|                                                       | Paweł Juros          | Porozumienie Obywatelskie Centrum                                 | 35 643 |
|                                                       | Andrzej Kaźmierowski | Unia Demokratyczna                                                | 30 500 |
|                                                       | Czesław Leśniak      | Unia Demokratyczna                                                | 30 008 |
|                                                       | Marian Ćwiertnia     | Sojusz Lewicy Demokratycznej                                      | 26 953 |
|                                                       | Jerzy Figurski       | Partia Chrześcijańskich Demokratów                                | 29 070 |
|                                                       | Zdzisław Kiedel      | Koalicja Polskiej Partii Ekologicznej i Polskiej Partii Zielonych | 25 581 |
|                                                       | Michał Sasiela       | Polskie Stronnictwo Ludowe Sojusz Programowy                      | 22 742 |
|                                                       | Waldemar Kronecki    | Polskie Stronnictwo Ludowe Sojusz Programowy                      | 19 204 |
|                                                       | Zenon Sabiniarz      | Kongres Liberalno-Demokratyczny                                   | 16 531 |
| Frekwencja: 38,80% Źródło: Państwowa Komisja Wyborcza |                      |                                                                   |        |

### Wybory parlamentarne 1993
| Kandydat                                              | Kandydat            | Komitet wyborczy                                     | Głosów |
| ----------------------------------------------------- | ------------------- | ---------------------------------------------------- | ------ |
|                                                       | Eugeniusz Patyk     | Sojusz Lewicy Demokratycznej                         | 47 819 |
|                                                       | Edward Kienig       | Polskie Stronnictwo Ludowe                           | 31 585 |
|                                                       | Józef Wawrzyniak    | Sojusz Lewicy Demokratycznej                         | 30 614 |
|                                                       | Marian Lewicki      | Unia Pracy                                           | 29 543 |
|                                                       | Józef Maziarz       | Polskie Stronnictwo Ludowe                           | 26 496 |
|                                                       | Ryszard Zygmunt     | Niezależny Samorządny Związek Zawodowy „Solidarność” | 22 417 |
|                                                       | Paweł Juros●        | „Zjednoczenie Polskie”                               | 17 721 |
|                                                       | Narcyz Dębiński     | Unia Demokratyczna                                   | 15 428 |
|                                                       | Stefan Król         | NOT Stowarzyszenia Techniczne                        | 15 383 |
|                                                       | Mirosław Gojdź      | Konfederacja Polski Niepodległej                     | 15 162 |
|                                                       | Andrzej Kosmalski   | Unia Demokratyczna                                   | 15 125 |
|                                                       | Stanisław Walkowski | Bezpartyjny Blok Wspierania Reform                   | 14 690 |
|                                                       | Zofia Jaszcza       | Unia Polityki Realnej                                | 12 851 |
|                                                       | Zdzisław Kiedel     | Polska Partia Zielonych                              | 12 631 |
|                                                       | Hieronim Wajszczuk  | Związek Sybiraków                                    | 6798   |
| Frekwencja: 51,25% Źródło: Państwowa Komisja Wyborcza |                     |                                                      |        |

### Wybory parlamentarne 1997
| Kandydat                                              | Kandydat            | Komitet wyborczy                              | Głosów |
| ----------------------------------------------------- | ------------------- | --------------------------------------------- | ------ |
|                                                       | Dorota Czudowska    | Akcja Wyborcza Solidarność                    | 64 228 |
|                                                       | Janusz Bielawski    | Sojusz Lewicy Demokratycznej                  | 50 456 |
|                                                       | Eugeniusz Patyk●    | Sojusz Lewicy Demokratycznej                  | 47 954 |
|                                                       | Kornel Morawiecki   | Ruch Odbudowy Polski                          | 34 268 |
|                                                       | Józef Spyra         | Unia Pracy                                    | 17 531 |
|                                                       | Franciszek Hawrysz  | Unia Pracy                                    | 17 479 |
|                                                       | Czesław Kozak       | Bezpartyjny KW „Ziemi Legnickiej”             | 17 401 |
|                                                       | Bolesław Banaś      | Krajowa Partia Emerytów i Rencistów           | 16 048 |
|                                                       | Edward Kienig●      | Polskie Stronnictwo Ludowe                    | 11 493 |
|                                                       | Włodzimierz Walczyk | Polskie Stronnictwo Ludowe                    | 8707   |
|                                                       | Józef Gloc          | Społeczny Patriotyczny Niezależny KW Ojczyzna | 2702   |
|                                                       | Zbigniew Zygmunt    | Przymierze Samoobrona                         | 1836   |
| Frekwencja: 44,34% Źródło: Państwowa Komisja Wyborcza |                     |                                               |        |